# نخست‌وزیر یمن
نخست‌وزیر جمهوری یمن (به عربی: رئيس وزراء اليمن)، رئیس دولت یمن است.
بر اساس قانون اساسی یمن، نخست‌وزیر، توسط رئیس‌جمهور، منصوب می‌شود و باید مانند کابینه‌اش از اعتماد مجلس نمایندگان یمن برخوردار باشد.
شورای رهبری ریاست جمهوری یمن، در تاریخ ۵ فوریه ۲۰۲۴، با صدور حکمی، احمد عوض بن مبارک، وزیر امور خارجه این کشور را به عنوان نخست‌وزیر جدید این کشور، منصوب کرد.